# پیتر مک‌دونالد (جمعیت‌شناس)
پیتر مک‌دونالد جمعیت‌شناس استرالیایی و استاد دانشگاه ملی استرالیا است. کتاب وی با عنوان تحولات باروری در ایران (با همکاری میمنت حسینی و محمدجلال عباسی شوازی) به عنوان برنده جایزه جهانی کتاب سال جمهوری اسلامی ایران معرفی شد.